# Al-Maghtas
Al-Maghtas (arab. المغطس) lub Betania za Jordanem – stanowisko archeologiczne w Jordanii, wpisane w roku 2015 na listę światowego dziedzictwa UNESCO. Utożsamiane jest z miejscem, w którym prowadził swoją działalność Jan Chrzciciel oraz ochrzczony został Jezus Chrystus.
Miejsce znajduje się na wschodnim brzegu Jordanu w odległości 9 km od Morza Martwego. Składa się dwóch obszarów – pierwszy to Tell Al-Kharrar nazywany również Dżebel Mar-Elias. Przez wiernych uważane jest za miejsce wniebowzięcia proroka Eliasza.
Obszar na brzegu rzeki obejmuje miejsce chrztu oraz zabytki z czasów rzymskich i bizantyjskich, między innymi ruiny obiektów sakralnych.
Znajdują się tu również współczesne kościoły i budynki sakralne różnych wyznań, między innymi prawosławne i luterańskie.
Na Zachodnim Brzegu Jordanu znajduje się Kasr al-Jahud, które również jest miejscem, gdzie znajdują się budynki sakralne i pielgrzymkowe.
Al-Maghtas zarządzana jest przez The Baptism Site Commission – instytucję powołaną przez króla Jordanii Abdullaha II.
Miejsce to odwiedzane było przez przedstawicieli i delegacje wielu wyznań, między innymi trzech papieży Kościoła katolickiego, patriarchów Kościołów prawosławnych, anglikańskiego arcybiskupa Canterbury czy delegacje z Kościołów baptystycznych oraz reformowanych.